# 泰興話
泰兴话是江淮官话通泰片的代表方言之一，泰兴话通行于泰兴全境以及泰州高港区，靖江的新桥镇、季市镇两乡镇。
泰兴话内部一致性较强，略有地域差异，泰兴方言的语音有平舌音，卷舌音之分。一般来说泰兴东部，北部卷舌音居多，城区，沿江，南部平舌音居多。泰兴西北黄桥，元竹有些地方说话有儿化音，腔调也不同。

## 詞彙
泰兴话有一些词汇是独有的，与其他汉语方言或者普通话有着显著地区别
- 杲昃 = 东西（诗经上，日出东方为杲，日落西方为昃，杲昃即东西)
- 釜冠 = 锅盖（釜为锅，冠为盖）
- 霍闪 = 闪电
- 先子 = （前天）
- 昨朝 = （昨天）
- 今朝 = （今天，“今”读成“根”音）
- 明朝 = （明天）
- 后朝 = （后天）
- 耍子 = 玩
- 亚亚（ya4 ya1) [jᴀ˦˧ jᴀ˨˩]= 叔叔 （东北黄桥一带使用）
- 恩尼呀 = 叔叔 （南部张桥一带使用）
- 大大（da4 da1) [tᴀ˦˧ tᴀ˨˩]= 大伯
- 甲甲（jia3 jia2) [ʨiᴀ˨˩˧ ʨiᴀ˦˥]= 姐姐
- 拜拜（bie1 bie1) [piᴇ˨˩ piᴇ˨˩]= 姑妈
- 板凳 = 爬爬
- 和蟮 = 蚯蚓
- 辣头＝地方
- 五二六三（指干不正当的事情，多指男女关系不正常，有“吾儿禄山”隐义）